# Benedetta Craveri

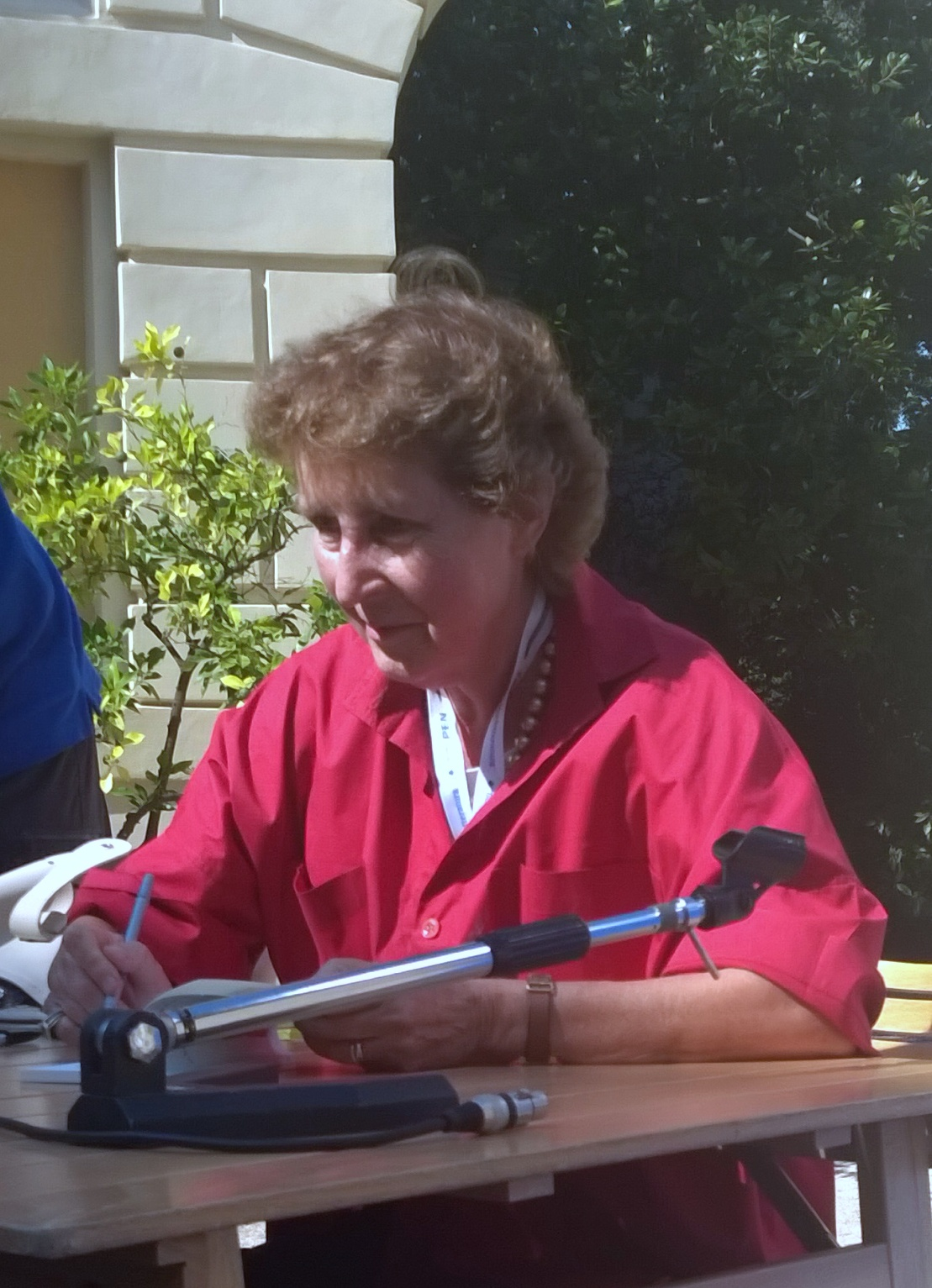
Benedetta Craveri 2016 im Palazzo d’Arco in Mantua

Adele Benedetta Craveri (* 23. September 1942 in Rom) ist eine italienische Neuzeit- und Literaturhistorikerin.

## Leben
Benedetta Craveri ist eine Enkelin von Benedetto Croce. Sie erhielt 1969 ihren Laurea-Abschluss in Literatur in Rom (mit einer Dissertation La formazione del gusto neoclassico e André Chénier bei Giovanni Macchia), leitete 1976 bis 1986 das Kulturprogramm von Radio Spazio Tre und lehrte seit 1988 französische Literaturgeschichte und Sprache an der Universität Tuscia in Viterbo (ab 2001 als außerordentliche Professorin) und seit 2005 ordentliche Professorin für französische Literatur an der Università degli Studi Suor Orsola Benincasa in Neapel.
Sie befasst sich mit französischer Literatur- und Kulturgeschichte des 17. und 18. Jahrhunderts und besonders mit der Rolle von Frauen (Salondamen), der literarischen Briefkultur und literarischen Kommunikation. Unter anderem verfasste sie ein Buch über die Marquise du Deffand und die Halsbandaffäre.
Sie schreibt auch für die Zeitungen La Repubblica, den New York Review of Books und die Revue d’histoire littéraire de la France. Ihr Buch über Salonkultur erhielt verschiedene italienische Preise.
2017 erhielt sie den Prix mondial Cino Del Duca, 2006 den Prix du rayonnement de la langue et de la littérature française, 2003 den Prix Saint-Simon. 2004 wurde sie Officier des Arts et des Lettres der französischen Republik. 2018 wurde sie zum Mitglied der Academia Europaea gewählt.

## Schriften
- Madame du Deffand e il suo mondo, Mailand, Adelphi 1982
  - Französische Übersetzung: Madame du Deffand et son monde, Seuil, 1986, Taschenbuchausgabe Points 1999
- La civiltà della conversazione, Mailand, Adelphi 2001
  - Französische Übersetzung: L’âge de la conversation, Gallimard, 2002
- Amanti e regine. Il potere delle donne, Mailand: Adelphi 2005
  - Französische Ausgabe: Reines et favorites: le pouvoir des femmes, Gallimard, 2007, Folio 2009
  - Deutsche Ausgabe: Königinnen und Mätressen, Carl Hanser 2008
- Maria Antonietta e lo scandalo della collana, Mailand: Adelphi 2006
  - Französische Übersetzung: Marie-Antoinette et le scandale du collier, Gallimard, 2008
- Gli ultimi libertini, Mailand: Adelphi 2016
  - Französische Übersetzung: Les derniers libertins, Flammarion, 2016

Als Herausgeberin und Übersetzerin:
- André Chenier, Turin: Einaudi 1976
- Lettere di Mademoiselle Aissé a Madame***, Mailand: Adelphi 1984
- Vita privata del Maresciallo di Richelieu, Mailand: Adelphi 1989